# 蒲寧路站
蒲寧路站（羅馬化：Buninskaya alleya）是莫斯科地鐵的一個車站。蒲寧路站開通於2003年12月27日，是布托沃線最南端的起點車站。蒲寧路站是一個地上車站。